# Parvoscincus palawanensis
Espèce
Synonymes
- Lygosoma palawanensis Brown & Alcala, 1961
- Sphenomorphus palawanensis (Brown & Alcala, 1961)

Statut de conservation UICN

 DD  : Données insuffisantes
Parvoscincus palawanensis est une espèce de sauriens de la famille des Scincidae.

## Répartition
Cette espèce est endémique de l'île de Palawan aux Philippines.

## Étymologie
Son nom d'espèce, composé de palawan et du suffixe latin -ensis, « qui vit dans, qui habite », lui a été donné en référence au lieu de sa découverte : l'île de Palawan.

## Publication originale
- Brown & Alcala, 1961 : A new sphenomorphid lizard from Palawan Island, Philippines. Occasional Papers of the California Academy of Sciences, vol. 32, p. 1-4 (texte intégral).